# Emilio Nsue
Artikeln följer den spanska namnseden; faderns efternamn är Nsue och moderns efternamn López.
Emilio Nsue López, född 30 september 1989 i Palma de Mallorca, är en spanskfödd ekvatorialguineansk fotbollsspelare som spelar för spanska Intercity. Han har tidigare spelat för bland annat Mallorca, Birmingham City och Apollon Limassol.

## Karriär
I januari 2018 värvades Nsue av cypriotiska APOEL, där han skrev på ett 2,5-årskontrakt. I juli 2019 värvades Nsue av Apollon Limassol, där han skrev på ett treårskontrakt. I september 2020 återvände Nsue till APOEL, där han skrev på ett ettårskontrakt.